# I Won't Break
«I Won't Break» (укр. Я не зламаюсь) — пісня російської співачки Юлії Самойлової, представлена 11 березня 2018 року; із цією композицією виконавиця представила Росію на Євробаченні 2018 у Лісабоні, Португалія, не пройшовши до фіналу.